# Departament de Comerç, Consum i Turisme de la Generalitat de Catalunya
El Departament de Comerç, Consum i Turisme de la Generalitat de Catalunya fou una conselleria del Govern de la Generalitat de Catalunya creat amb el Decret 1/1980, de 8 de maig, estructurant el Consell Executiu de la Generalitat de Catalunya amb el nom de Conselleria de Comerç i Turisme. El conseller de Comerç, Consum i Turisme era el màxim representant del departament.
Va desaparèixer durant la V Legislatura en fusionar-se amb el Departament d'Indústria i Energia. A principis de la VII Legislatura es va recuperar, però al maig de 2006, amb la remodelació del govern després de l'expulsió dels consellers d'ERC, aquest departament fou suprimit. Les competències de Comerç, Consum i Turisme es varen integrar al Departament d'Economia i Finances i al de Treball i Indústria. Actualment, les funcions de Comerç, Consum i Turisme, formen part del Departament d'Empresa i Ocupació.

## Llista de consellers
| #                                                   | Legislatura                                 | Nom                                         | Nom                                         | Inici de mandat                             | Fi de mandat                                | Partit polític                              | Partit polític                              |
| Departament de Comerç i Turisme (1980-1988)         | Departament de Comerç i Turisme (1980-1988) | Departament de Comerç i Turisme (1980-1988) | Departament de Comerç i Turisme (1980-1988) | Departament de Comerç i Turisme (1980-1988) | Departament de Comerç i Turisme (1980-1988) | Departament de Comerç i Turisme (1980-1988) | Departament de Comerç i Turisme (1980-1988) |
| --------------------------------------------------- | ------------------------------------------- | ------------------------------------------- | ------------------------------------------- | ------------------------------------------- | ------------------------------------------- | ------------------------------------------- | ------------------------------------------- |
| 1                                                   | I                                           |                                             | Francesc Sanuy i Gistau                     | 8 de maig de 1980                           | 19 de desembre de 1985                      |                                             | Convergència Democràtica de Catalunya       |
| 1                                                   | II                                          |                                             | Francesc Sanuy i Gistau                     | 8 de maig de 1980                           | 19 de desembre de 1985                      |                                             | Convergència Democràtica de Catalunya       |
| 2                                                   |                                             | Narcís Oliveras i Terradas                  | 19 de desembre de 1985                      | 9 de maig de 1986                           | Unió Democràtica de Catalunya               |                                             |                                             |
| 3                                                   |                                             | Joaquim Molins i Amat                       | 9 de maig de 1986                           | 4 de juliol de 1988                         | Convergència Democràtica de Catalunya       |                                             |                                             |
| Departament de Comerç, Consum i Turisme (1988-1996) |                                             |                                             |                                             |                                             |                                             |                                             |                                             |
| 4                                                   | III                                         |                                             | Lluís Alegre i Selga                        | 4 de juliol de 1988                         | 7 de juny de 1996                           |                                             | Unió Democràtica de Catalunya               |
| IV                                                  |                                             |                                             |                                             |                                             |                                             |                                             |                                             |
| V                                                   |                                             |                                             |                                             |                                             |                                             |                                             |                                             |
| Departament de Comerç, Turisme i Consum (2003-2006) |                                             |                                             |                                             |                                             |                                             |                                             |                                             |
| 5                                                   | VII                                         |                                             | Pere Esteve i Abad                          | 20 de desembre de 2003                      | 15 d'octubre de 2004                        |                                             | Esquerra Republicana de Catalunya           |
| 6                                                   | VII                                         |                                             | Josep Huguet i Biosca                       | 15 d'octubre de 2004                        | 11 de maig de 2006                          |                                             | Esquerra Republicana de Catalunya           |